# Гарм (мифология)
Гарм (др.-сканд. Garmr [ˈɡɑrmz̠] или [ˈɡɑrmr]) — в скандинавской мифологии огромный чудовищный пёс (или волк) с четырьмя глазами, охранявший Хельхейм (мир мёртвых). Он описывается как страж врат мира Хель и связывается с Рагнарёком.

## Этимология
Происхождение имени Гарм (др.-исл. Garmr [ˈɡɑrmz̠] или [ˈɡɑrmr]) вызывает трудности у исследователей. В древнеисландских текстах он называется то псом, то волком, но упоминания его как чудовищного пса встречаются чаще. Многие учёные и филологи соотносят его с греческим Цербером. Б. Линкольн вовсе объединяет Гарма и греческого Цербера, выводя их имена из общего праиндоевропейского корня *ger- «рычать», возможно, расширенного суффиксами *m-/*b- и согласной *-r. Однако конечная -r в древнеисландском имени является не частью корня, а окончанием, возникшим из прагерм. *z.
Д. Огден пишет, что имена древнескандинавского Гарма и греческого Цербера в действительности происходят из двух различных праиндоевропейских корней — *ger- и *gher- соответственно. По этой причине устанавливать связь между двумя именами чудовищных псов нельзя.

## Упоминания в источниках

### Старшая Эдда
Пёс Гарм упоминается как в «Старшей Эдде», так и в «Младшей Эдде». В «Прорицании вёльвы» (станс 44 и далее) лай Гарма считается предвестником приближающегося (или уже начавшегося) Рагнарёка:
Гарм лает громко
у Гнипахеллира,
привязь не выдержит —
вырвется Жадный.
Ей многое ведомо,
все я провижу
судьбы могучих

славных богов.
Сообщается, что пёс Гарм живёт в пещере Гнипахеллир (др.-исл. Gnipahellir) и называется в песни эпитетом Жадный (др.-исл. Freki). После строфы 40, повествующей о рождении Фенрира, и первого появления этого рефрена в строфе 44 начинается рассказ о Гибели Богов и сопутствующих ей событиях и явлениях. М. И. Стеблин-Каменский пишет, что Гарм — по мнению одних, чудовищный пес, охраняющий преисподнюю; по мнению других, волк Фенрир.

Далее Гарм упоминается в «Речах Гримнира» (станс 44) и называется богом Одином как лучший пёс: 
Дерево лучшее —
ясень Иггдрасиль,
лучший струг — Скидбладнир,
лучший ас — Один,
лучший конь — Слейпнир,
лучший мост — Бильрёст,
скальд лучший — Браги
и ястреб — Хаброк,

а Гарм — лучший пес.
Древнеисландская поэма «Сны Бальдра», обычно не включаемая в основную рукопись «Старшей Эдды», повествует о путешествии Одина в Хельхейм. По пути в Хель он встретил пса, который долго лаял на него:
Один поднялся,
древний Гаут,
седло возложил
на спину Слейпнира;
оттуда он вниз
в Нифльхель поехал;
встретил он пса,
из Хель прибежавшего.
У пса была грудь
кровью покрыта,
на отца колдовства
долго он лаял;
дальше помчался —
гудела земля —
Один к высокому

Хель жилищу
Имя этого пса неизвестно из рукописи, но исследователи предполагают, что Один по пути в Хельхейм встретил именно Гарма.

### Младшая Эдда
Упоминания о псе Гарме можно найти в «Младшей Эдде». В «Видении Гюльви» рассказывается о том, что во время Рагнарёка пёс Гарм, огромный и очень опасный, привязанный в глубокой пещере Гнипахеллир, вырвется на свободу и направится на битву. Он вступит в бой с богом Тюром, и они убьют друг друга в том сражении. О Гарме говорится, что нет никого, кто был бы опасней, чем он.

## Интерпретации
В древнеисландских источниках имена Гарма и чудовищного волка Фенрира нередко связываются или интерпретируются как имена одного и того же чудовищного животного. Стеблин-Каменский М. И. пишет, что Гарм — по мнению одних, чудовищный пес, охраняющий преисподнюю; по мнению других, волк Фенрир. Его интерпретируют как некое хтоническое чудовище, которое неизменно находится в пещере Гнипахеллир у входа в Хельхейм и обычно не может покинуть его (разве что во время Рагнарёка). Отмечается, что и Гарм, и Фенрир находятся на привязи (первый — у входа в Хель, второй — у подножья Иггдрасиля), и когда она разорвётся, оба чудовища вырвутся и направятся на последнюю битву во время Гибели Богов; в этом видится их значительное сходство. В «Младшей Эдде» сообщается, что волка Фенрира также называют Лунный Пёс. Упоминание Гарма как лучшего пса в «Речах Гримнира», возможно, следует соотносить с его функцией сторожевой собаки. В некоторых интерпретациях мифов образ Гарма смешивается с образом Фенрира.
Многие учёные и филологи соотносят его с греческим Цербером. Б. Линкольн вовсе объединяет Гарма и греческого Цербера, выводя их имена из общего праиндоевропейского корня, однако другие исследователи опровергают это предположение, утверждая, что имена двух чудовищных псов происходят из разных корней праиндоевропейского языка. Следовательно, вопрос о связи между псом Гармом и Цербером остаётся открытым.